# Кассельс, Рихард
Рихард Кассельс (Ричард Касл, нем. Richard Cassels, англ. Richard Castle; 1690, Кассель, Гессен — 19 февраля 1751, Килдэр, Килдэр) — ирландский архитектор и инженер немецкого происхождения. 

## Жизнь и творчество
Архитектурное образование получил в Германии. В 1728 году приезжает в Ирландию, в графство Фермана по приглашению сэра Густава Хьюма для работ по строительству его поместья (виллы) в районе озера Лох-Эрн. Был сторонником теорий Палладио и Витрувия в архитектуре, был также приверженцем стиля барокко. В 1741 году работает над епископским дворцом в Уотерфорде. В 1745—1751 годах выполняет заказы на строительство Джеймса Фицджеральда, герцога Лейнстерского. Наряду с Эдуардом Лоуэттом Пирсом, был одним из крупнейших архитекторов ирландского палладианизма XVIII столетия.
Среди наиболее известных работ Ричарда Кастла следует назвать:
- Дорический храм в дублинском Тринити-колледже
- Ротонда-госпиталь в Дублине
- Лейнстерский дворец в Дублине
- Собор Иоанна Крестителя в Слайго
- Коноллис-Фолли и Пауэрскоурт-хаус в Эннискерри
- Рассборо-хаус в Блессингтоне
- Уэстпорт-хаус в Уэстпорте

## Галерея

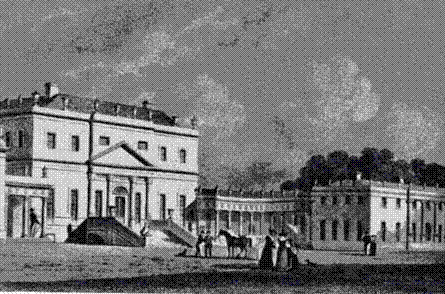
Рассборо-хаус, Блессингтон
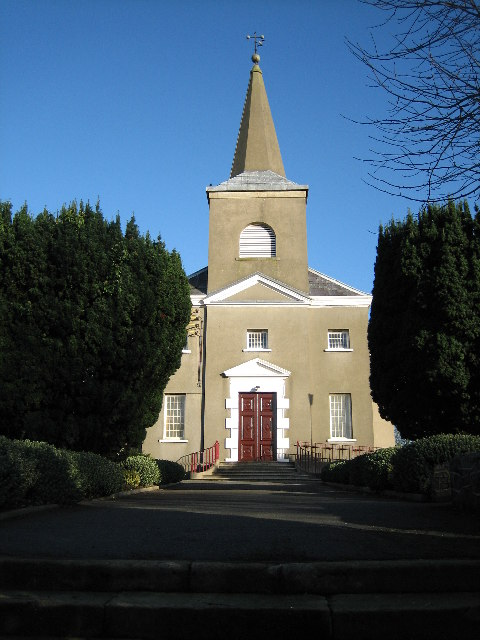
Церковь в Нокбреда
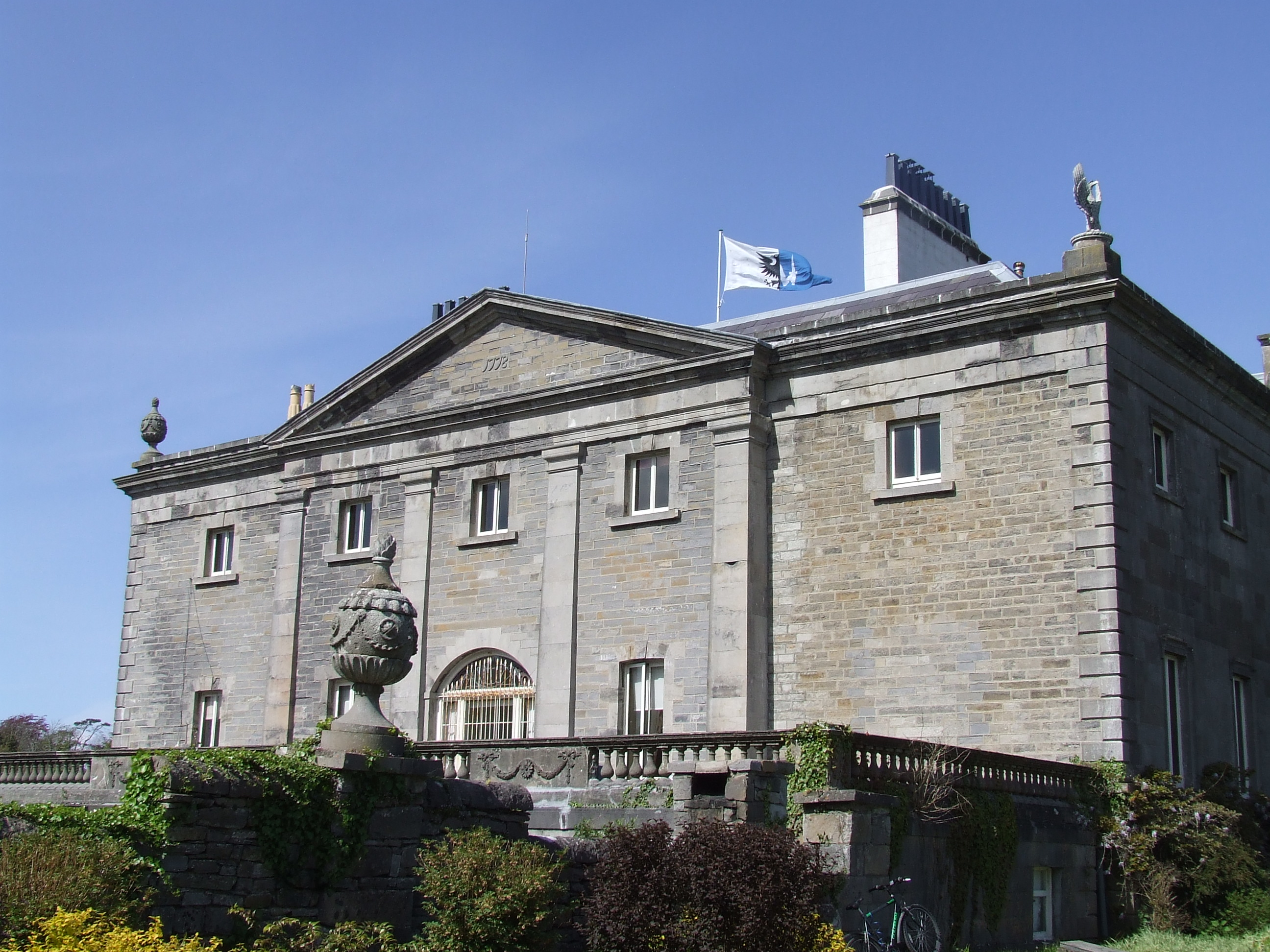
Уэстпорт-хаус, вид с юга
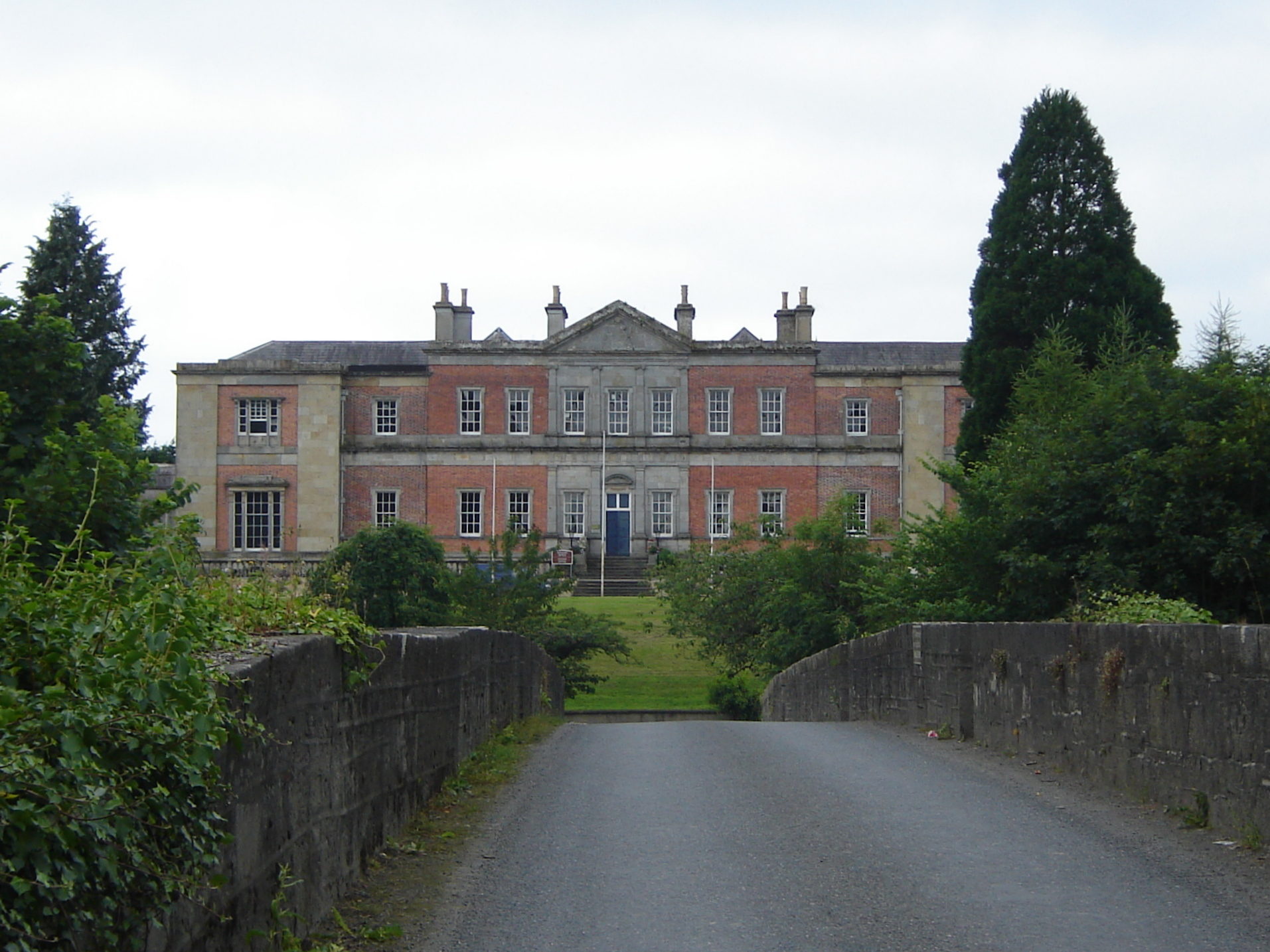
Сельскохозяйственный колледж Беллихейс
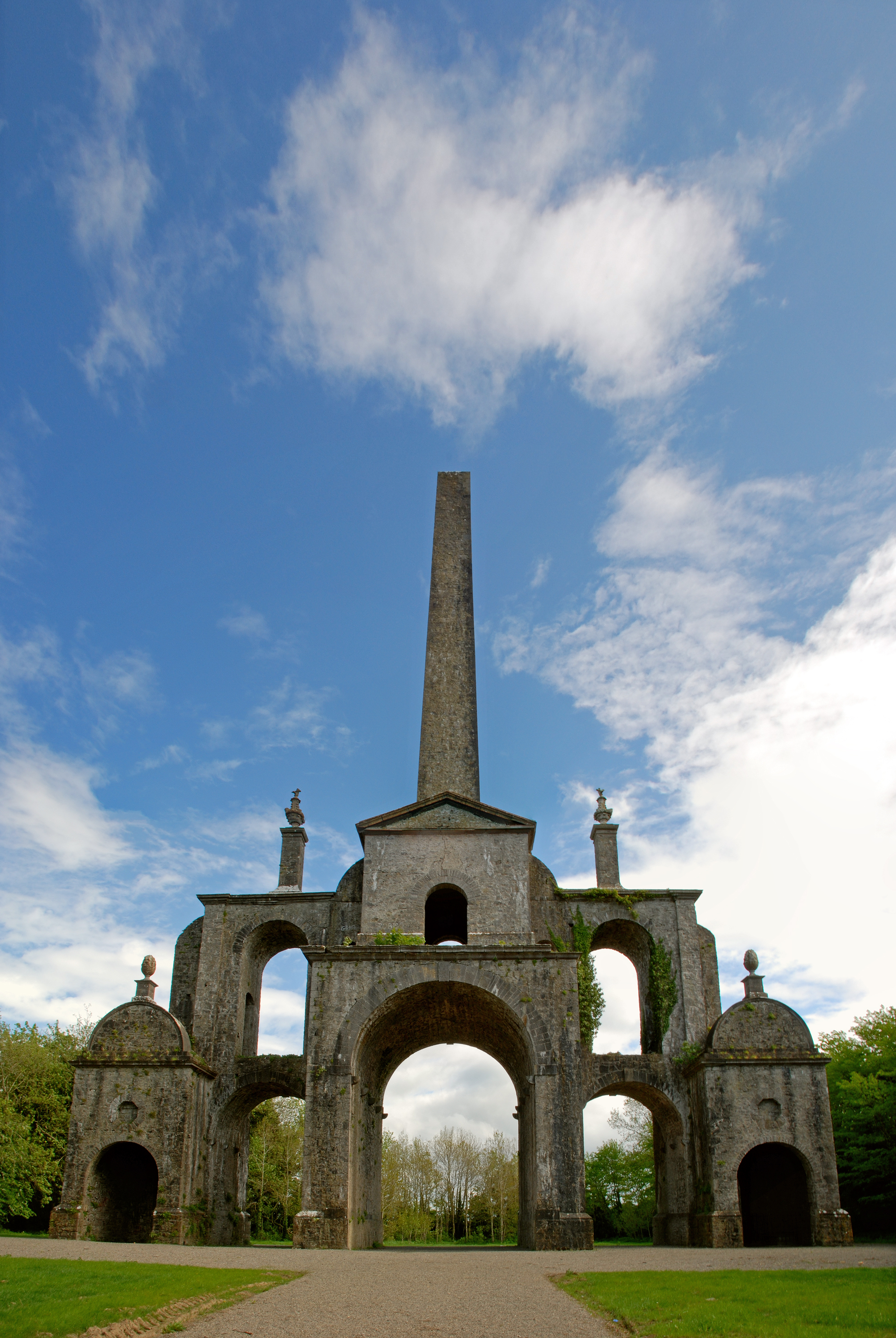
Обелиск Коноллис-Фолли (Каприз), графство Килдэр, Ирландия
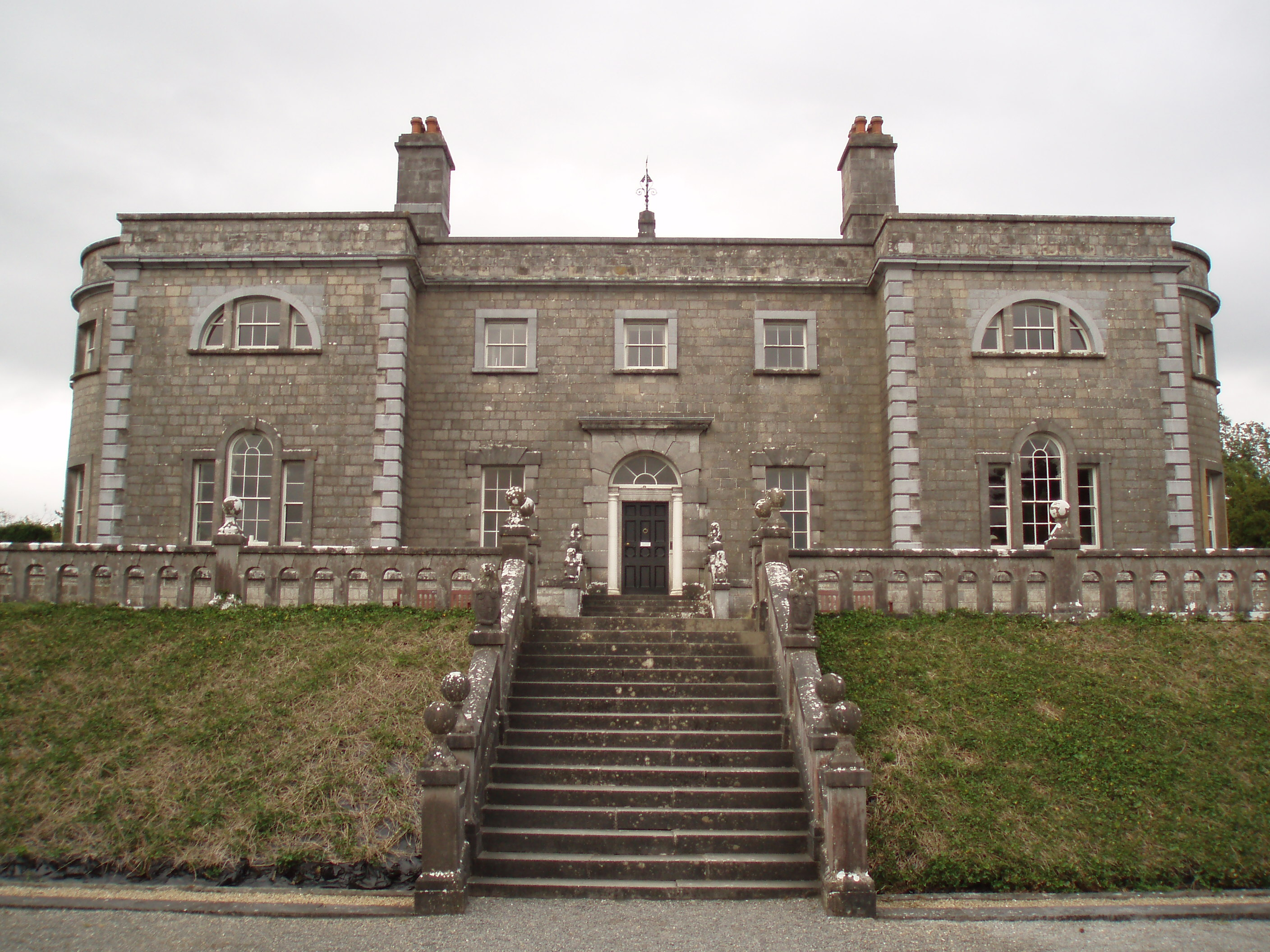
Бельведер-хаус, Маллингар